# Bromhidrosis
La bromhidrosis (o nikaidotitis) es el mal olor corporal, usualmente asociado a la hipersudoración. Cuando es intenso puede llegar a constituir un problema de salud con impacto en la vida privada, laboral y social de aquellos que la padecen. El olor corporal es desagradable y penetrante a pesar del uso de desodorantes, antitranspirantes o perfume, que en muchos casos lo que hacen es empeorar la situación.
Hay dos tipos principales de glándulas sudoríparas: ecrinas y apocrinas. Las primeras se encuentran diseminadas por toda la superficie corporal, producen sudor y están relacionadas con la regulación de la temperatura corporal. Las glándulas apocrinas se encuentran distribuidas en ciertas regionales corporales como las axilas y la región genital principalmente y producen también sudor pero de características distintas. La bromhidrosis apocrina es la más característica de las bromhidrosis. La bromhidrosis se considera una enfermedad metabólica y funcional, que con frecuencia no se asocia a trastornos anatómicos.

## Causas
La secreción apocrina (el sudor) es estéril e inodoro cuando alcanza la superficie corporal. Sin embargo, en la primera hora las bacterias comienzan la degradación de la secreción; los ácidos grasos y el amonio son los productos más olorosos de esta descomposición bacteriana. La variedad del olor (descrito como húmedo, rancio, fecaloideo, agrio o dulce) es reflejo de las diferencias químicas interindividuales en la secreción axilar.
Las causas de la bromhidrosis son múltiples y participan de forma no bien conocida: trastornos metabólicos, determinados alimentos, fármacos o materiales tóxicos, hiperhidrosis, etc. Muchas bacterias y muchos contaminantes liberan también componentes volátiles malolientes que contribuyen en gran medida la génesis del problema.
La participación de ciertas bacterias es relevante sobre todo en la queratólisis punctata, una enfermedad que afecta a los pies y cuya manifestación básica es la bromhidrosis plantar.

## Tratamiento
Se recomienda una higiene adecuada, y usar jabones de glicerina o jabón neutro. Los cambios de mucha ropa frecuentemente y el rasurado del vello axilar tanto en hombres y mujeres. La omisión de ciertos alimentos y ciertas bebidas, como cebolla, ajo, especias, alcohol y café, que luego serían excretados con el sudor. 
Los antibióticos tópicos, que actúan controlando el crecimiento de las bacterias adyuvantes en el proceso, constituyen un arsenal terapéutico importante y de resultados muy gratificantes. Aunque también hay opciones quirúrgicas, electrocirugía, etc.